# Cazillac
Cazillac est une commune française située dans le département du Lot, en région Occitanie. Depuis le 1er janvier 2019, elle est une commune déléguée du Vignon-en-Quercy.

## Géographie

### Localisation
La commune est située dans le Quercy, sur le Causse de Martel. Elle est traversée par le 45e parallèle. Elle est bordée le long de son flanc Est par le Vignon, affluent de la Tourmente, qui la borde brièvement au Nord-Est.

### Communes limitrophes
|         | Sarrazac | Cavagnac                 |
| Cuzance | Cazillac | Les Quatre-Routes-du-Lot |
|         | Martel   | Strenquels               |

### Hydrographie
Le Rionet, qui prend source à Sarrazac, traverse la commune dans son tiers nord, du Nord-Ouest vers le Sud-Est. Le Rionet est un affluent du Vignon, qui prend sa source à l'Œil de la Doue. 
Des sources situées sur le territoire de la commune alimentent le bassin : 
- à Lasvaux (qui tire son nom d'une vallée humide), une des sources est captée pour fournir de l'eau courante aux Quatre-Routes ;
- à Paunac, la source de Saint-Férréol est réputée comme miraculeuse par la tradition chrétienne.

## Toponymie
Le nom de cette commune est attesté en latin médiéval sous la forme in vicaria Casiliacensi au IXe siècle. Il vient du nom d'homme latin Casilius et du suffixe -acum.

## Histoire
Cazillac était le chef-lieu d'une vicairie carolingienne qui s'étendait sur la partie lotoise de la vallée de la Dordogne et le Causse de Martel. La baronnie de Cazillac comprenait les trois paroisses de Cazillac, Lasvaux et Paunac, mais s'étendait aussi jusqu'à Beyssac (Paroisse originelle des Quatre-Routes du Lot).
Les barons de Cazillac ont disputé avec les vicomtes de Turenne la seigneurie de Thégra jusqu'au 3 mars 1689, date de rachat de la baronnie de Cazillac par les vicomtes de Turenne.
Le 1er janvier 2019, Cazillac fusionne avec Les Quatre-Routes-du-Lot pour former la commune nouvelle du Vignon-en-Quercy dont la création est actée par un arrêté préfectoral du 14 décembre 2018.
Des médias se sont fait écho d'une indignation marquée parmi la population des deux communes fusionnées , se disant choquée par le fait que les élus aient agi précipitamment et surtout en dehors de toute concertation. De même, le nom retenu pour le nouvel ensemble n'a fait l'objet d'aucun choix collectif. On peut penser que des références historiques auraient été bienvenues. Par la suite un recours contentieux fut déposé auprès du tribunal administratif de Toulouse. Le jugement rendu public le 13 décembre 2019 annule l'arrêté de création de la commune nouvelle sur une irrégularité de procédure concernant le processus de fusion des deux communes.

## Héraldique
| Blason de Cazillac | Blason  | D'or à deux lions de gueules rangés en fasce; à la bordure de sinople chargée de douze besants d'argent. |
| Blason de Cazillac | Détails | Le statut officiel du blason reste à déterminer.                                                         |

## Politique et administration
La mairie déléguée et son bureau de vote sont situés à l'intersection de la D 98 et de la D 100.
Le secrétariat de mairie est installé dans l'ancienne école de Lasvaux.
| Période                                  | Période  | Identité                           | Étiquette | Qualité                                             |
| ---------------------------------------- | -------- | ---------------------------------- | --------- | --------------------------------------------------- |
| 1919                                     | 1929     | M. Castanet                        |           |                                                     |
| 1793                                     | 1794     | Jean-baptiste Charajac             |           |                                                     |
| 1794                                     | 1795     | Mérit Germane                      |           |                                                     |
| 1795                                     | 1795     | Jean Baptiste Charajac             |           |                                                     |
| 1795                                     | 1797     | Jean Levet                         |           |                                                     |
| 1797                                     | 1800     | Jean Chaboys                       |           |                                                     |
| 1801                                     | 1806     | Antoine Valen                      |           |                                                     |
| 1806                                     | 1818     | Pierre Antoine Charazac            |           |                                                     |
| 1819                                     | 1846     | Pierre Touron                      |           |                                                     |
| 1846                                     | 1851     | Antoine Serager                    |           |                                                     |
| 1851                                     | 1861     | Elie Martin Labrunie               |           |                                                     |
| 1861                                     | 1865     | Antoine Rivasson                   |           |                                                     |
| 1865                                     | 1874     | Elie Martin Labrunie               |           |                                                     |
| 1874                                     | 1876     | Gilbert Billiere                   |           |                                                     |
| 1878                                     | 1901     | Henri François Charles de Verninac |           |                                                     |
| 1901                                     | 1919     | Louis-Jean Malvy                   |           |                                                     |
| 1919                                     | 1929     | M. Castanet                        |           |                                                     |
| 1929                                     | 1941     | Charles Malvy                      |           |                                                     |
| 1941                                     | 1947     | Arnaud Boit                        |           |                                                     |
| 2020                                     | En cours | Pierre Fouché                      |           | Maire-délégué, Adjoint au Maire du Vignon-en-Quercy |
| Les données manquantes sont à compléter. |          |                                    |           |                                                     |

## Démographie
| 1793 | 1800 | 1806 | 1821  | 1831  | 1836  | 1841  | 1846  | 1851  |
| ---- | ---- | ---- | ----- | ----- | ----- | ----- | ----- | ----- |
| 654  | 661  | 960  | 1 135 | 1 034 | 1 155 | 1 234 | 1 270 | 1 321 |

| 1856  | 1861  | 1866  | 1872  | 1876  | 1881  | 1886  | 1891  | 1896  |
| ----- | ----- | ----- | ----- | ----- | ----- | ----- | ----- | ----- |
| 1 381 | 1 270 | 1 300 | 1 230 | 1 158 | 1 325 | 1 336 | 1 281 | 1 137 |

| 1901  | 1906  | 1911  | 1921 | 1926 | 1931 | 1936 | 1946 | 1954 |
| ----- | ----- | ----- | ---- | ---- | ---- | ---- | ---- | ---- |
| 1 050 | 1 050 | 1 022 | 653  | 627  | 601  | 537  | 498  | 442  |

| 1962 | 1968 | 1975 | 1982 | 1990 | 1999 | 2006 | 2011 | 2016 |
| ---- | ---- | ---- | ---- | ---- | ---- | ---- | ---- | ---- |
| 397  | 335  | 310  | 333  | 326  | 345  | 390  | 433  | 427  |

## Culture locale et patrimoine

### Lieux et monuments
- Tour de la butte de Cazillac (XIIe s.).
- Église romane Notre-Dame-de-la-Nativité (XIIe siècle), classée le 2 mars 1965 au titre des Monuments Historiques [13]: nef romane simple à laquelle on a adossé au sud une chapelle au XIXe s. ; plus de 50 modillons sculptés ; fonts baptismaux composés d'un chapiteau roman [14]et d'une vasque de 1753 (R. Dumas, sculp.) ; retable baroque attribué aux Tournié, dynastie de sculpteurs de Gourdon.
- Village de Lasvaux, avec son four à pain, son lavoir.
- Hameaux de Chapelle, Fermontès, Mas-Lafon, Murat : bâtisses de caractère, portails anciens.
- Église de Paunac (XIXe s.) : plan cruciforme à l'origine, amputé de son bras nord.
- Église de Cazillac (XVIIIe-XVIIIe s.) : plan cruciforme.  Maître-autel en marbre blanc (1901), restauré en 2012.
- 30 anciennes croix de carrefours et chemins.
- Vallée du Rionet, patrimoine bâti et écologique remarquables.
- Vallée du Vignon, patrimoine bâti (moulins traditionnels) et écologique remarquables.

### Personnalités liées à la commune
- Raimon de Cazillac, grand-prieur de Saint-Gilles (fin XIVe siècle)[15],[16].
- François de Cazillac-Cessac (ca. 1530-1593), chevalier des Ordres du Roi, baron de Cazillac et de Cessac (il signait « Sessac »), seigneur de Milhars, d'Alayrac et de Noailles, participa aux guerres de Religion dans les armées du roi (maréchal de camp en 1587).
- Raimond de Turenne.
- Pierre Louis Touron (1790-1845), homme politique, maire de Cazillac, député du Lot de 1832 à 1834.
- Christian Signol, écrivain natif des  Quatre-Routes.
- Roland Cayrol, politologue né à Rabat.

### Culture et éducation
- Ecole maternelle de Cazillac.
- Ecole élémentaire des Quatre-Routes.
- Association pour la Sauvegarde du Patrimoine de Cazillac. Elle a pour but d'éveiller à la préservation du patrimoine bâti et paysager de la commune et d'accompagner les projets de développement.
- Association du Rionet (Maison de l'enfance, centre de Loisirs, centre social et culturel).
- Bibliothèque de Lasvaux (à côté du secrétariat de Mairie).